# رابرت الن (بازیکن فوتبال)
رابرت الن (انگلیسی: Robert Allen; ۱۱ ژوئن ۱۸۸۶ – ۲۰ سپتامبر ۱۹۸۱) بازیکن فوتبال اهل بریتانیا بود.